# White Settlement
White Settlement és una població dels Estats Units a l'estat de Texas. Segons el cens del 2000 tenia 14.831 habitants.

## Demografia
Segons el cens del 2000, White Settlement tenia 14.831 habitants, 5.614 habitatges, i 3.789 famílies. La densitat de població era de 1.175,8 habitants/km².
Dels 5.614 habitatges en un 34,9% hi vivien nens de menys de 18 anys, en un 45,3% hi vivien parelles casades, en un 16,7% dones solteres, i en un 32,5% no eren unitats familiars. En el 26,8% dels habitatges hi vivien persones soles el 9% de les quals corresponia a persones de 65 anys o més que vivien soles. El nombre mitjà de persones vivint en cada habitatge era de 2,55 i el nombre mitjà de persones que vivien en cada família era de 3,08.
Per edats la població es repartia de la següent manera: un 27,3% tenia menys de 18 anys, un 10,3% entre 18 i 24, un 30% entre 25 i 44, un 20% de 45 a 60 i un 12,4% 65 anys o més.
L'edat mediana era de 34 anys. Per cada 100 dones de 18 o més anys hi havia 89,3 homes.
La renda mediana per habitatge era de 32.598$ i la renda mediana per família de 36.338$. Els homes tenien una renda mediana de 28.363$ mentre que les dones 22.250$. La renda per capita de la població era de 14.440$. Aproximadament l'11,2% de les famílies i el 15,2% de la població estaven per davall del llindar de pobresa.

## Poblacions més properes
El següent diagrama mostra les poblacions més properes.